# Застиње (Ливно)
Застиње је насељено мјесто у Босни и Херцеговини, у граду Ливну, које административно припада Федерацији Босне и Херцеговине. Према попису становништва из 2013. године, у насељу је живјело 744 становника.

## Географија
Налази се у Ливањском пољу.

## Становништво
| Националност       | 1991.        | 1981.        | 1971.        |
| Срби               | 422 (47,04%) | 228 (35,13%) | 120 (31,25%) |
| Хрвати             | 312 (34,78%) | 242 (37,28%) | 190 (49,47%) |
| Муслимани          | 108 (12,04%) | 53 (8,16%)   | 65 (16,92%)  |
| Југословени        | 45 (5,01%)   | 125 (19,26%) | 7 (1,82%)    |
| остали и непознато | 10 (1,11%)   | 1 (0,15%)    | 2 (0,52%)    |
| Укупно             | 897          | 649          | 384          |